# 崔京哲
崔 京哲（チェ・ギョンチョル、朝鮮語: 최경철）は、朝鮮民主主義人民共和国の政治家。保健相、朝鮮労働党中央委員会委員候補。平壌医科大学副学長などを歴任した。

## 経歴
出生地や生年月日は不明。就任時期は不明だが平壌医科大学副学長に就いている。2019年4月10日に開催された朝鮮労働党中央委員会第7期第4回総会で党中央委員会委員候補に選出され、2021年1月5日から開催された朝鮮労働党第8次大会で党中央委員会委員候補に再選された。同年1月17日に開催された最高人民会議第14期第4回会議で保健相に任命された。
2021年9月9日に行われた建国73周年慶祝閲兵式では、保健省労農赤衛軍縦隊を率いて行進した。